# Fraser Perring
Fraser John Perring (geboren am 5. August 1973 in Canterbury) ist ein britischer aktivistischer Leerverkäufer, der die Börsenkurse einer Reihe von Unternehmen erheblich unter Druck gesetzt hat. Seine Analysen zum Geschäftsgebaren der Wirecard AG trugen wesentlich zum Zusammenbruch dieses Zahlungsabwicklers bei.

## Herkunft und Bildungsweg
Fraser Perring ist Sohn eines Landwirts und lebte in seiner Kindheit und Jugend in Canterbury; seine Schulzeit verbrachte er unter anderem in einem Internat. An der Nottingham Trent University erlangte er einen akademischen Abschluss in Rechtswissenschaften und Psychologie.

## Wertpapiergeschäfte
Perring arbeitete vor seinem beruflichen Einstieg in den Wertpapierhandel als Kellner, Koch und Sozialarbeiter. Als Sozialarbeiter wurde er 2012 von seinem Arbeitgeber nach dem Vorwurf entlassen, Dokumente gefälscht zu haben. Ihm wurde untersagt, zukünftig in England als Sozialarbeiter tätig zu sein. Er verklagte daraufhin seinen früheren Arbeitgeber und erhielt 2013 im Rahmen eines Vergleichs 24.000 Pound Sterling.
Im Sommer 2012 begann er damit, sich durch den Handel mit Wertpapieren seinen Lebensunterhalt zu verdienen, zunächst als Daytrader. Ein Schwerpunkt lag dabei auf dem Kauf und Verkauf von Pennystocks des Alternative Investment Market. Perring, der in Börsenforen wiederholt Unternehmensaktien kommentierte, startete im April 2013 eine  Website, auf der er unter dem Titel Erratic Market Coverage Unternehmensanalysen veröffentlichte. 2013 gründete er zusammen mit Matthew Earl, einem weiteren britischen Leerverkäufer, Zatarra Research, die im Februar 2016 eine kritische Analyse zu Wirecard vorlegte. 2016 gründete er zudem mit zwei Partnern Viceroy Research; das Unternehmen ist seit 2019 in Delaware registriert und publizierte bis einschließlich November 2021 insgesamt 21 Berichte über börsennotierte Unternehmen. Perring handelt auf eigene Rechnung. Er gibt an, auch Mittel eines wohlhabenden Investors einzusetzen, nennt dessen Namen jedoch nicht.
Die Publikation kritischer Berichte geht mit Wetten auf fallende Aktienkurse der analysierten Unternehmen einher. Von diesen Shortselling-Wetten waren unter anderem  Wirecard, Steinhoff, ProSiebenSat.1 Media, Grenke, ReconAfrica, Adler Group, S&T und Tesla betroffen.

## Konflikte
Gegenüber der Frankfurter Allgemeinen Zeitung sprach Perring davon, dass er pro Woche zwischen 30 und 50 Morddrohungen erhalte. Im Fall von Wirecard habe es nach seinen Angaben insgesamt 393 Drohungen dieser Art gegeben.
Nach seinen Angaben sei er Ende 2016 von zwei Männern physisch angegriffen worden, diese drohten ihm beziehungsweise seiner Familie und forderten ihn auf, den Wirecard-Bericht zurückzuziehen. Ferner sei er Opfer eines Einbruchs geworden, seine Krankenakte sei gehackt und ins Internet gestellt worden. Die Bafin ermittelte im Wirecard-Fall gegen ihn wegen des Verdachts auf Kursmanipulation. Wegen angeblich falscher beziehungsweise unvollständiger Behauptungen im Wirecard-Bericht erwirkte die Staatsanwaltschaft Ende 2018 beim Amtsgericht München einen Strafbefehl gegen Perring. Dieser legte Einspruch ein. Im Mai 2020 wurde das Verfahren gegen Perring gegen Zahlung einer Geldauflage in niedriger fünfstelliger Höhe eingestellt.
Weil Viceroy Research 2018 falsche Angaben über die Capitec Bank gemacht habe, verhängte die südafrikanische Financial Sector Conduct Authority 2021 eine Strafe von 50 Mio. Rand (umgerechnet 2,8 Mio. Euro) gegen Perrings Unternehmen. Dieser kündigte Berufung an.

## Rezeption
Perring steht in der Kritik, weil er mit seinen kritischen Analysen als Leerverkäufer auch finanzielle Interessen verfolge. Andere Stimmen sehen in ihm und ähnlich agierenden Marktteilnehmern ein notwendiges Korrektiv, um gravierende Missstände in Unternehmen aufzudecken. Fabio De Masi, vormals Obmann für die Fraktion der Partei Die Linke im Wirecard-Untersuchungsausschuss des Deutschen Bundestages, meinte im Oktober 2021: 

„Es ist nie gut, wenn eine einzelne Person die Märkte bewegen kann. Das gilt […] auch für Fraser Perring. Aber der Grund, warum er den Markt beeinflussen kann, ist, dass unsere Finanzaufsicht vielleicht manchmal zu langsam ist. Das ist für mich die größere Sorge.“